# Cotorra de capell vermell
La cotorra de capell vermell (Purpureicephalus spurius) és una espècie d'ocell de la família dels psitàcids i única espècie del gènere Purpureicephalus (Bonaparte, 1854). Habita boscos i medi humà del sud-oest d'Austràlia.